# Judo op de Paralympische Zomerspelen 2024
Op de XVIIe Paralympische Zomerspelen die in de Franse hoofdstad Parijs werden gehouden, was judo een van de 22 beoefende sporten. De wedstrijden vonden plaats in het Grand Palais éphémère, in het 7e arrondissement van Parijs, van 5 tot en met 7 september. Er waren zestien evenementen: zowel voor mannen als vrouwen zijn er acht evenementen, afhankelijk van hun gewichtsklasse en, voor het eerst, hun handicapklasse, klasse J1 voor judoka's die geheel blind zijn en klasse J2 voor judoka's die beperkt zicht hebben.

## Classificatie
- J1 Geheel blinde judoka's
- J2 Judoka's met beperkt zicht

## Medaillespiegel
| Plaats | Land             | NPC | Goud | Zilver | Brons | Totaal |
| 1      | Brazilië         | BRA | 4    | 2      | 2     | 8      |
| 2      | Turkije          | TUR | 1    | 3      | 1     | 5      |
| 3      | China            | CHN | 2    | 1      | 2     | 5      |
| 4      | Japan            | JPN | 2    | 1      | 1     | 4      |
| 5      | Kazachstan       | KAZ | 1    | 1      | 3     | 5      |
| 6      | Oezbekistan      | UZB | 1    | 1      | 2     | 4      |
| 7      | Turkije          | TUR | 1    | 0      | 3     | 4      |
| 8      | Albanië          | ALG | 1    | 0      | 1     | 2      |
| 9      | Roemenië         | ROM | 1    | 0      | 0     | 1      |
| 10     | Georgië          | GEO | 0    | 3      | 1     | 4      |
| 11     | Frankrijk        | FRA | 0    | 2      | 2     | 4      |
| 12     | Groot-Brittannië | GBR | 0    | 1      | 1     | 2      |
| 12     | Moldavië         | MDA | 0    | 1      | 1     | 2      |
| 12     | Verenigde Staten | USA | 0    | 1      | 1     | 2      |
| 15     | Cuba             | CUB | 0    | 1      | 0     | 1      |
| 15     | Iran             | IRI | 0    | 1      | 0     | 1      |
| 17     | Argentinië       | ARG | 0    | 0      | 1     | 1      |
| 17     | Azerbeidzjan     | AZE | 0    | 0      | 1     | 1      |
| 17     | Duitsland        | GER | 0    | 0      | 1     | 1      |
| 17     | Griekenland      | GRE | 0    | 0      | 1     | 1      |
| 17     | India            | IND | 0    | 0      | 1     | 1      |
| 17     | Litouwen         | LTU | 0    | 0      | 1     | 1      |
| 17     | Portugal         | POR | 0    | 0      | 1     | 1      |
| 17     | Spanje           | ESP | 0    | 0      | 1     | 1      |
| 17     | Zweden           | SWE | 0    | 0      | 1     | 1      |
| 17     | Venezuela        | VEN | 0    | 0      | 1     | 1      |

## Gewichtsklassen

### Mannen
- -60 kg
- -73 kg
- -90 kg
- +90 kg

### Vrouwen
- -48 kg
- -57 kg
- -70 kg
- +70 kg

## Utslaggen

### J1
| mannen | mannen | mannen                     | mannen | mannen          | mannen | mannen               |
| Klasse | Goud   | Goud                       | Zilver | Zilver          | Brons  | Brons                |
| ------ | ------ | -------------------------- | ------ | --------------- | ------ | -------------------- |
| -60 kg | ALG    | Abdelkader Bouamer         | IRI    | Meysam Banitaba | VEN    | Marcos Dennis Blanco |
| -60 kg | ALG    | Abdelkader Bouamer         | IRI    | Meysam Banitaba | IND    | Kapil Parmar         |
| -73 kg | ROM    | Alex Bologa                | KAZ    | Yergali Shamey  | GER    | Lennart Sass         |
| -73 kg | ROM    | Alex Bologa                | KAZ    | Yergali Shamey  | POR    | Djibrilo Iafa        |
| -90 kg | BRA    | Arthur Cavalcante da Silva | GBR    | Daniel Powell   | FRA    | Daniel Powell        |
| -90 kg | BRA    | Arthur Cavalcante da Silva | GBR    | Daniel Powell   | MDA    | Oleg Crețul          |
| +90 kg | BRA    | Wilians Silva de Araújo    | MDA    | Ion Basoc       | FRA    | Jason Grandry        |
| +90 kg | BRA    | Wilians Silva de Araújo    | MDA    | Ion Basoc       | AZE    | Ilham Zakiyev        |

| vrouwen | vrouwen | vrouwen              | vrouwen | vrouwen           | vrouwen | vrouwen                     |
| Klasse  | Goud    | Goud                 | Zilver  | Zilver            | Brons   | Brons                       |
| ------- | ------- | -------------------- | ------- | ----------------- | ------- | --------------------------- |
| -48 kg  | UKR     | Nataliya Nikolaychyk | JPN     | Shizuka Hangai    | BRA     | Rosicleide Silva de Andrade |
| -48 kg  | UKR     | Nataliya Nikolaychyk | JPN     | Shizuka Hangai    | TUR     | Ecem Taşın                  |
| -57 kg  | CHN     | Shi Yijie            | USA     | Maria Liana Mutia | UKR     | Anzhela Havrysiuk           |
| -57 kg  | CHN     | Shi Yijie            | USA     | Maria Liana Mutia | ARG     | Paula Gómez                 |
| -70 kg  | CHN     | Liu Li               | BRA     | Brenda Souza      | GRE     | Theodora Paschalidou        |
| -70 kg  | CHN     | Liu Li               | BRA     | Brenda Souza      | SWE     | Nicolina Pernheim           |
| +70 kg  | UKR     | Anastasiia Harnyk    | BRA     | Erika Zoaga       | TUR     | Nazan Akın Güneş            |
| +70 kg  | UKR     | Anastasiia Harnyk    | BRA     | Erika Zoaga       | USA     | Christella Garcia           |

### J2
| mannen | mannen | mannen              | mannen | mannen               | mannen | mannen              |
| Klasse | Goud   | Goud                | Zilver | Zilver               | Brons  | Brons               |
| ------ | ------ | ------------------- | ------ | -------------------- | ------ | ------------------- |
| -60 kg | UZB    | Sherzod Namozov     | GEO    | Zurab Zurabiani      | ALG    | Ishak Ouldkouider   |
| -60 kg | UZB    | Sherzod Namozov     | GEO    | Zurab Zurabiani      | UKR    | Davyd Khorava       |
| -73 kg | JPN    | Yujiro Seto         | GEO    | Giorgi Kaldani       | UZB    | Giorgi Kaldani      |
| -73 kg | JPN    | Yujiro Seto         | GEO    | Giorgi Kaldani       | LTU    | Osvaldas Bareikis   |
| -90 kg | UKR    | Oleksandr Nazarenko | FRA    | Hélios Latchoumanaya | UZB    | Davurkhon Karomatov |
| -90 kg | UKR    | Oleksandr Nazarenko | FRA    | Hélios Latchoumanaya | BRA    | Marcelo Casanova    |
| +90 kg | TUR    | İbrahim Bölükbaşı   | GEO    | Revaz Chikoidze      | KAZ    | Revaz Chikoidze     |
| +90 kg | TUR    | İbrahim Bölükbaşı   | GEO    | Revaz Chikoidze      | GBR    | Chris Skelley       |

| vrouwen | vrouwen | vrouwen               | vrouwen | vrouwen                    | vrouwen | vrouwen          |
| Klasse  | Goud    | Goud                  | Zilver  | Zilver                     | Brons   | Brons            |
| ------- | ------- | --------------------- | ------- | -------------------------- | ------- | ---------------- |
| -48 kg  | KAZ     | Akmaral Nauatbek      | FRA     | Sandrine Martinet          | CHN     | Li Liqing        |
| -48 kg  | KAZ     | Akmaral Nauatbek      | FRA     | Sandrine Martinet          | TUR     | Cahide Eke       |
| -57 kg  | JPN     | Junko Hirose          | UZB     | Kumushkhon Khodjaeva       | KAZ     | Dayana Fedossova |
| -57 kg  | JPN     | Junko Hirose          | UZB     | Kumushkhon Khodjaeva       | ESP     | Marta Arce Payno |
| -70 kg  | BRA     | Alana Maldonado       | CHN     | Wang Yue                   | JPN     | Kazusa Ogawa     |
| -70 kg  | BRA     | Alana Maldonado       | CHN     | Wang Yue                   | GEO     | Ina Kaldani      |
| +70 kg  | BRA     | Rebeca de Souza Silva | CUB     | Sheyla Hernández Estupiñán | CHN     | Wang Hongyu      |
| +70 kg  | BRA     | Rebeca de Souza Silva | CUB     | Sheyla Hernández Estupiñán | KAZ     | Zarina Raifova   |